# Parti des agriculteurs (Irlande)
Pour les articles homonymes, voir Parti des agriculteurs.
Le Parti des Agriculteurs ou Union des Agriculteurs (en irlandais :  Páirtí na bhFeirmeoirí) est un ancien parti politique irlandais, actif de 1922 à 1932.
Le Parti des Fermiers est un parti agrarien. Sa base électorale se trouve dans les zones rurales plutôt favorisées, et sa base sociologique est constituée des agriculteurs possédant de grandes exploitations plutôt que de la masse des petits exploitants.
Il fait son entrée au Dáil Éireann en 1922, en emportant 7 des 128 sièges à pourvoir. Dans les années 1920, il soutient les gouvernements menés par le Cumann na nGaedheal. Le parti est cependant divisé entre deux tendances. L'une, incarnée par la direction, menée par Denis Gorey, défend des positions libre-échangistes et penche pour une fusion avec le Cumann na nGaedheal. L'autre, clairement protectionniste, défend le maintien de l'autonomie du parti, un positionnement plus critique vis-à-vis du gouvernement, et un rapprochement avec le Fianna Fáil après la fondation de ce dernier en 1926. Progressivement, cette tendance devient majoritaire, ce qui conduit Denis Gorey à quitter le parti pour rejoindre le Cumann na nGaedheal pour les élections de 1927. Il est le neuvième député à faire ainsi défection durant la législature.
Le parti entame alors une rapide perte d'audience électorale : il perd quatre sièges dès juin 1927, et n'en a que six au parlement élu en septembre. Il continue cependant de soutenir les gouvernements du  Cumann na nGaedheal. Le chef de file du parti, Michael Heffernan est nommé secrétaire d'État (Parliamentary secretary) afin de sceller ce soutien. Ce dernier sera le troisième et dernier chef du parti. Mais l'effet principal est le ralliement d'Heffernan au Cumann na nGaedheal en 1932.
Dès le début des années 1930, l'avenir du parti est clairement compromis. Il n'obtient que trois sièges aux élections de 1932 : ses soutiens dans le monde rural le quittent au profit du  Cumann na nGaedheal, tandis qu'il ne parvient pas à gagner les votes des petits agriculteurs, qui se portent sur le Fianna Fáil.
Finalement, les députés restant rejoignent le nouveau Parti du Centre National, créé en vue des élections de 1933, et le Parti des Agriculteurs disparaît.

## Sources
- Barberis, Peter, John McHugh and Mike Tyldesley, 2005. Encyclopedia of British and Irish Political Organisations. London: Continuum International Publishing Group.  (ISBN 0-8264-5814-9),  (ISBN 978-0-8264-5814-8)
- Manning, Maurice, 1972. Irish Political Parties: An Introduction. Dublin: Gill and Macmillan.  (ISBN 978-0-7171-0536-6)